# Kia Ora
Kia Ora es una frase de saludo informal en idioma maorí. La frase significa literalmente «que tengas salud» o «que estés bien». También se utiliza para decir «gracias». El Ministerio de Cultura y Patrimonio de Nueva Zelanda ha listado la frase como una de las 100 expresiones maoríes que todo neozelandés debe conocer (el maorí es una lengua oficial de Nueva Zelanda). Es una frase similar a la frase kia orana hallada en otras lenguas de las islas del Pacífico, en las que tiene un significado similar.